# Franziskus-Krankenhaus Berlin
Das Franziskus-Krankenhaus Berlin befindet sich in der Budapester Straße 15–19 im Ortsteil Tiergarten des Berliner Bezirks Mitte. Gegründet wurde das Krankenhaus 1908. Das Franziskus-Krankenhaus ist als gefäßmedizinisches Schwerpunktkrankenhaus ausgewiesen.

## Geschichte
1908 erbat sich der Chirurg Eduard Wolffenstein von der Kongregation der Franziskanerinnen vom heiligen Märtyrer Georg zu Thuine Ordensschwestern, um die Pflege in seiner Privatklinik zu übernehmen. Am 20. Mai 1908 legte die Thuiner Ordensgemeinschaft den Grundstein für das Franziskus-Krankenhaus, indem sie zwölf Franziskanerinnen in die Privatklinik des Chirurgen entsandte. Mit Hilfe der Ordensschwestern wuchs das zunächst mit 90 Betten ausgestattete Krankenhaus beständig. Bereits Ende 1929 hatte es seine Kapazitäten auf über 200 Betten und vier Stationen erweitert. Im Ersten Weltkrieg diente das Krankenhaus als Lazarett für 150 bis 200 Verwundete. Bomben beschädigten das Krankenhaus in der Burggrafenstraße 1/2 während der letzten Kriegstage. Am 29. April 1945 besetzte die sowjetische Armee das Haus. In dieser Zeit konnte der Betrieb weitgehend aufrechterhalten werden. In der Nachkriegszeit passte sich das Krankenhaus der veränderten sozialen Situation durch Umstrukturierungen an. Nach der Abriegelung der Stadt Berlin 1948 wurden überzählig gewordene Betten abgebaut und das Belegkrankenhaus 1962 in ein allgemeines Krankenhaus mit angestellten Ärzten umgewandelt. Zwischen Mitte der 1960er bis Anfang der 1980er Jahre gab es mehrfach gesundheitspolitische Überlegungen, das Krankenhaus an einen anderen Standort zu verlegen und dafür einen Neubau zu errichten. Erst 1983 fiel die Entscheidung, am alten Standort zu bleiben und einen Erweiterungsbau anzufügen. Mit dessen Fertigstellung im Oktober 1989 verdoppelte sich die Nutzfläche des Berliner Franziskus-Krankenhauses. 1994–1998 erfolgte eine Altbausanierung. Modernisierungsmaßnahmen umfassten den Neubau der Zentralen Notaufnahme 2013 und der Wahlleistungsstation 2015. Seit dem 1. November 2015 ist das Franziskus-Krankenhaus Berlin Mitglied im Elisabeth Vinzenz Verbund (EVV).

## Medizinisches Spektrum
Heute verfügt das Franziskus-Krankenhaus über 200 Betten mit den bettenführenden Abteilungen Urologie, Innere Medizin, Palliativmedizin sowie Chirurgie. Das Franziskus-Krankenhaus ist als gefäßmedizinisches Schwerpunkt-Krankenhaus ausgewiesen. Am Haus befinden sich mehrere medizinische Zentren, darunter das Deutsche Gefäßzentrum Berlin, das Zentrum für Kardiologie, das Zentrum für integrative Schmerzmedizin, das Berliner Beckenboden- und Kontinenzzentrum sowie das Zentrum für roboter-assistierte Chirurgie  Seit 2020 hat das Franziskus Krankenhaus das Da-Vinci-Operationssystem im Einsatz.